# Sint-Andreaskerk (Wüllen)
De Sint-Andreaskerk is een rooms-katholieke parochiekerk in Ahaus-Wüllen in de Kreis Borken (Noordrijn-Westfalen). De kerk en de parochie vallen onder het dekanaat Ahaus van het bisdom Münster. De kerkelijke gemeente van Wüllen fuseerde op 25 mei 2015 met de parochie van de Sint-Martinuskerk van Wessum.

## Geschiedenis en architectuur
De oudste voorganger van de kerk was een karolingische zaalkerk, waarvan de fundamenten uit de 9e eeuw getraceerd werden. In 1976 werd een zaalkerk uit de 11e-12e eeuw opgegraven. Uit de 13e eeuw stamt de romaanse weertoren met gotische trapgevels. Aan deze oude toren werd in de 15e eeuw een tweeschepige kerk toegevoegd. Het oostelijke transept en het koor met een 5/8 afsluiting dateren uit 1870. 
Het kerkgebouw werd van baksteen en natuursteen gebouwd. De toren is van Baumberger zandsteen opgemetseld met op de hoeken grotere blokken zandsteen. 
In het kerkschip rusten kruisribgewelven op eenvoudige, kapiteelloze ronde pijlers. De ronde pijlers die het stergewelf van het dwarsschip dragen hebben echter rijk versierde kelkkapitelen met zeshoekige imposten. Ook het koor heeft een kruisribgewelf. 

## Inrichting

### Beelden
In de kerk bevinden zich houten beelden van de heilige Jozef, Sint-Ursula, Johannes de Doper, de Onbevlekte Ontvangenis van Maria en de kerkpatroon.

### Ramen
Het kerkgebouw werd in de jaren 1976 en 1977 heringericht en kreeg bij die gelegenheid nieuwe ramen van de bekende kunstenaar Johannes Schreiter.

### Orgel
In 1999 volgde een herinrichting van het zuidelijke zijschip om plaats te kunnen maken voor het op de vloer staande kerkorgel. Het ontwerp van de orgelkas van het door G. Christian Lobback gebouwde orgel werd beïnvloed door Schreiter's zuidelijke raam Nie wieder Krieg.
Het sleepladeninstrument kent 27 registers; de speeltracturen zijn mechanisch, de registertracturen elektrisch.

### Klokken
De vier bronzen klokken hebben als toonvolgorde d'-es'-f'-b'. De es'-klok werd in het jaar 1496 gegoten door Geert van Wou. De klokken d' en f' stammen van zijn leerling Wolter Westerhuis. In 2005 werd er voor het luiden van het Angelus nog een klok met de toon b' toegevoegd, die door broeder Michael van het klooster Maria Laach werd gegoten. 